# Homalomena pulleana
Homalomena pulleana är en kallaväxtart som beskrevs av Adolf Engler och Kurt Krause. Homalomena pulleana ingår i släktet Homalomena och familjen kallaväxter. Inga underarter finns listade.